# Marie Quincke
Marie Quincke (* 11. November 1888 in Halver/Westfalen; † 14. Mai 1968 in Bremen) war eine deutsche Pädagogin und Frauenrechtlerin.

## Biografie
Quincke war die Tochter eines Pastors. Sie hatte vier ältere Geschwister und wuchs in einem kleinen Ort in Westfalen auf. Sie absolvierte in Westerkappeln die Volksschule und die Rektoratsschule (mittlere Schule in kleineren Orten) sowie die Höhere Mädchenschule in Osnabrück. Ein Jahr nach dem Abschluss besuchte sie ein Lehrerinnenseminar. Sie wurde Mitglied des Naturwissenschaftlichen Vereins, lernte Geigenspiel und sang im Philharmonischen Chor. Sie bereitete sich privat auf das Abitur vor, da Mädchen noch keinen Zugang zu Gymnasien hatten. Ihr Vater unterrichtete sie in Latein und Griechisch, ein ehemaliger Schulkamerad in Mathematik, Physik und Chemie. 1909 bestand sie die externe Abiturprüfung.
Quincke studierte bis um 1914 Mathematik, Physik und Biologie an der Universität Bonn und der Universität München. Sie promovierte 1914 magma cum laude zur Dr. phil. mit dem Thema Das Bogenspektrum von Gold, gemessen nach den internationalen Normalen. Sie bestand mit Auszeichnung 1915 ihre Staatsprüfung für das Lehramt an Höheren Schulen in den Fächern Mathematik, Physik und Biologie.
1916 wurde sie Oberlehrerin an dem in Bremen ersten, neu gegründeten  Städtischen Lyzeum mit Studienanstalt an der Kleinen Helle in Bremen-Mitte. 1929 wurde sie beauftragt in Bremen-Walle das neue Städtische Lyzeum im Westen, Lange Reihe 81, aufzubauen; sie wurde Leiterin der Schule und Studiendirektorin. Mathilde Plate, Emmy Grave, Johanna Lürssen und Marie Quincke waren in Bremen in den 1920er Jahren die ersten Frauen als Leiterinnen staatlicher Höherer Mädchenschulen.
1933 wurde sie zur Direktorin der Oberschule für Mädchen an der Karlstraße in der Östlichen Vorstadt von Bremen ernannt. 1943 wurde der Schulunterricht kriegsbedingt nach Meißen verlegt. Im Februar 1945 gelang es ihr, unter persönlichem Einsatz die Schülerinnen wieder nach Bremen zu bringen, dabei erkrankte sie schwer.
Quincke trat in ihren Vereinigungen in den 1920er-Jahren bis 1933 für die Ziele der Bremer Frauenbewegung ein. Politisch war sie bis 1933 Mitglied der linksliberalen Deutschen Demokratischen Partei (DDP). Nach der „Machtübernahme“ durch die Nationalsozialisten und dem Verbot anderer Parteien wurde der Druck auch auf die Lehrer sehr groß. Quincke trat 1935 der NS-Frauenschaft und zum 1. Mai 1937 der NSDAP bei (Mitgliedsnummer 5.452.807).
1945 entließen die Militärbehörden sie im Zuge der Entnazifizierung als NS-„Mitläuferin“ aus dem Schuldienst. 1949 wurde sie wieder in den Schuldienst am Kippenberg-Gymnasium eingestellt. 1950 wurde sie von Senator Christian Paulmann (SPD) zur Oberschulrätin beim Bildungssenator ernannt. Nach ihrem Tod würdigte sie Bildungssenator Moritz Thape (SPD) in einem Brief an ihre Schwester, sie habe „sich dank ihrer Selbstlosigkeit, ihrer ausgeprägten sozialen Haltung und ihres Gerechtigkeitsempfindens die Wertschätzung der Mitarbeiter in Schule und Verwaltung“ erworben.
Sie wurde in Bonn begraben.